# Pattinaggio di figura ai Giochi della VII Olimpiade - Pattinaggio di figura femminile
La competizione del pattinaggio di figura femminile dei Giochi della VII Olimpiade si è svolta il giorno 25 aprile 1920 al Palazzo del ghiaccio di Anversa.

## Risultati

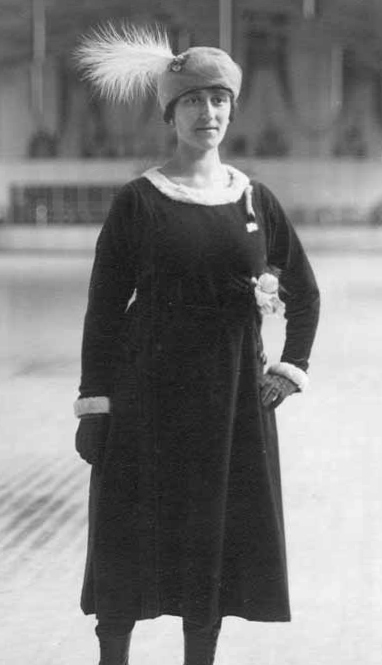
Magda Julin

| Pos.    | Atleta             | Nazione       | Punti Ordinali | Punti Totali |
| ------- | ------------------ | ------------- | -------------- | ------------ |
| Oro     | Magda Julin        | Svezia        | 12,0           | 913,50       |
| Argento | Svea Norén         | Svezia        | 12,5           | 887,75       |
| Bronzo  | Theresa Weld       | Stati Uniti   | 15,5           | 898,00       |
| 4       | Phyllis Johnson    | Gran Bretagna | 18,5           | 869,50       |
| 5       | Margot Moe         | Norvegia      | 22,5           | 859,75       |
| 6       | Ingrid Gulbrandsen | Norvegia      | 24,0           | 847,50       |